# Kim Yong-sik (Fußballspieler)
Kim Yong-Sik (Hangeul: 김용식, Hanja: 金容植; * 25. Juli 1910 in Sinchon, Protektorat Korea (heute: Nordkorea); † 8. März 1985 in Seoul) war ein südkoreanischer Fußballspieler und -trainer, der auf Grund seiner Verdienste in Südkorea als „Vater des koreanischen Fußballs“ gilt.
Professionell spielte er ab 1933 für den Gyeongseong FC (Kyungsung FC), mit dem er 1935 als einziger nichtjapanische Mannschaft den Kaiserpokal gewann.
1936 debütierte Kim Yong-Sik für die japanische Fußballnationalmannschaft. Kim Yong-Sik bestritt drei Länderspiele. Mit der japanischen Nationalmannschaft qualifizierte er sich unter der japanischen Lesung seines Namens, Kin Yōshoku, für die Olympischen Spiele 1936 – als einziger Koreaner.
Nach seinem Abschluss an der Technischen Schule Boseong begann er 1937 ein Studium an der japanischen Waseda-Universität, was er jedoch nach einem Semester abbrach, um als Journalist für die koreanische Tageszeitung Dong-a Ilbo zu arbeiten. Mit den Boesong All-Stars erreichte er 1938 den zweiten Platz in den Alljapanischen Fußballmeisterschaften. Mit seiner Beteiligung am neugegründeten Pyeongyang FC 1940, für den er sein letztes Auslandsspiel hatte, wandte er sich auch dem Training zu, zunächst noch als Spielertrainer. Nach dem Koreakrieg wurde er hauptberuflich Trainer, darunter 1954, 1960 und 1969 der südkoreanischen Nationalmannschaft.
Daneben war er auch Funktionär bei der FIFA und dem Südkoreanischen Fußballverband und hatte seinen Einsatz als Koreas erster Schiedsrichter bei einem internationalen Spiel. Auf Grund seiner langen Trainerkarriere gilt er in Südkorea als „Vater des koreanischen Fußballs“. Postum erhielt er die südkoreanischen Sportverdienstorden und wurde 1985 in die Football Hall of Fame aufgenommen.